# Cantone di Saint-Julien-Chapteuil
Il Cantone di Saint-Julien-Chapteuil era una divisione amministrativa dell'Arrondissement di Le Puy-en-Velay.
A seguito della riforma approvata con decreto del 17 febbraio 2014, che ha avuto attuazione dopo le elezioni dipartimentali del 2015, è stato soppresso.

## Composizione
Comprendeva 8 comuni:
- Lantriac
- Montusclat
- Le Pertuis
- Queyrières
- Saint-Étienne-Lardeyrol
- Saint-Hostien
- Saint-Julien-Chapteuil
- Saint-Pierre-Eynac